# Дисилицид самария
Дисилицид самария — неорганическое соединение 
самария и кремния
с формулой SmSi2,
кристаллы.

## Получение
- Нагревание стехиометрических количеств чистых веществ:

{\displaystyle {\mathsf {Sm+2Si\ {\xrightarrow {1800^{o}C}}\ SmSi_{2}}}}

## Физические свойства
Дисилицид самария образует кристаллы нескольких модификаций:
- ромбическая сингония, пространственная группа I mma, параметры ячейки a = 0,4105 нм, b = 0,4035 нм, c = 1,346 нм, Z = 4, структура типа дисилицида гадолиния α-GdSi2, существует при температуре ниже 380°С;
- тетрагональная сингония, пространственная группа I 41/amd, параметры ячейки a = 0,4041 нм, c = 1,333 нм, Z = 4, структура типа дисилицида тория α-ThSi2, существует при температуре выше 380°С [2][3][4].

Соединение конгруэнтно плавится при температуре ≈1800°С .